# 1876 en Suisse
Chronologie de la Suisse
- 1872
- 1873
- 1874
- 1875
- 1876
- 1877
- 1878
- 1879
- 1880

Chronologie de la Suisse
1875 en Suisse - 1876 en Suisse - 1877 en Suisse

## Gouvernement au1erjanvier 1876
- Conseil fédéral[1]
  - Emil Welti (PRD), président de la Confédération
  - Joachim Heer (PRD), vice-président de la Confédération
  - Karl Schenk (PRD)
  - Bernhard Hammer (PRD)
  - Numa Droz (PRD)
  - Fridolin Anderwert (PRD)
  - Johann Jakob Scherer (PRD)

## Évènements

### Janvier
Samedi 1er janvier 
- Entrée en vigueur de la loi fédérale instituant le mariage civil.

 Vendredi 7 janvier 
- Décès à Genève, à l’âge de 68 ans, du poète Juste Olivier.

### Février
- 8 février : la brasserie Feldschlösschen voit le jour à Rheinfelden.

 Lundi 14 février 
- Entrée en vigueur de la loi fédérale sur la chasse et la protection des oiseaux.

 Dimanche 20 février 
- Décès au Locle, à l’âge de 53 ans, de l’entrepreneur Ulysse Nardin.

 Lundi 21 février 
- Décès à Genève, à l’âge de 58 ans, de l’architecte Jean-Daniel Blavignac.

### Mars
Mercredi 1er mars 
- Entrée en vigueur de la loi fédérale sur la pêche.

 Lundi 6 mars 
- A Wolhusen (LU), un incendie détruit 20 maisons. 181 personnes se retrouvent sans abri.

### Avril
Mardi 11 avril 
- Décès à Saint-Gall, à l’âge de 72 ans, du peintre Gottlieb Bion.

 Dimanche 23 avril 
- Votations fédérales. Le peuple rejette, par 120 068 non (38,3 %) contre 193 253 oui (61,7 %), la loi fédérale sur l'émission et le remboursement des billets de banque.

### Mai
Dimanche 14 mai 
- Fondation de la Société intercantonale des industries du Jura qui devient, en 1900, la Chambre suisse de l'horlogerie.

### Juin
3 juin
- Décès à Lausanne du peintre paysagiste Frédéric-François d'Andiran.

 Mardi 22 juin 
- Début de la célébration du 400e anniversaire de la bataille de Morat.

### Juillet
Samedi 1er juillet 
- Décès à Berne, à l’âge de 62 ans, de l’anarchiste Michel Bakounine.

 Vendredi 7 juillet 
- Une collision entre deux trains provoque la mort de 4 personnes à Palézieux (VD).

 Dimanche 9 juillet 
- Votations fédérales. Le peuple rejette, par 184 894 non (54,2 %) contre 156 157 oui (45,8 %), la loi fédérale sur la taxe d'exemption du service militaire.

 Jeudi 20 juillet 
- Un incendie réduit en cendres le village d’Albeuve (FR).

 Vendredi 28 juillet 
- Décès à Genève, à l’âge de 79 ans, du médecin Jean-Charles Coindet

### Août
Mardi 1er août 
- Inauguration de la ligne ferroviaire entre Winterthour et Glattfelden (ZH).

### Septembre
Vendredi 1er septembre 
- Premier numéro du quotidien radical Le Genevois.
- Entrée en vigueur de la loi fédérale sur les taxes postales.

 Lundi 4 septembre 
- Le premier ministre italien Agostino Depretis visite le chantier du tunnel ferroviaire du Gothard.

 Dimanche 17 septembre 
- Début du Congrès international sur la prostitution, à Genève.

### Octobre
Lundi 14 octobre 
- Entrée en vigueur de la loi fédérale exemptant du service militaire personnel les hommes des classes antérieures à 1855.

 Samedi 26 octobre 
- Inauguration de l’Université de Genève et de la faculté de médecine.

### Novembre
Jeudi 30 novembre 
- Deux cheminots trouvent la mort dans un accident de chemin-de-fer entre Wädenswil (ZH) et Schindellegi (SZ).

### Décembre
Lundi 4 décembre 
- Inauguration de la ligne ferroviaire Olten-Soleure-Busswil.